# أناستاسيا بروتاسينيا
أناستاسيا أليكساندروفنا بروتاسينيا (الروسية Анастасия Александровна Протасеня ، مواليد 22 ديسمبر 1993، في موسكو) هي لاعبة سباق ثلاثي روسية محترفة ، وعضو في المنتخب الوطني الروسي، وبطل الشباب الوطني لعام 2010 ورقم 4 في فئة الناشئين.
تنافست أناستازيا بروتاسينيا لأول مرة في سباقات الترايثلون للاتحاد الدولي للاتصالات في عام 2009 وفازت بالميدالية البرونزية في كأس أوروبا في تارزو ريفين. في عام 2010 شاركت في بطولة أوروبا لتتابع فرق الناشئين وفي كأس أوروبا للناشئين ، واحتلت المركز الثاني والأول على التوالي. بفضل الميدالية الذهبية، دخلت في التصنيف الأوروبي للناشئين واحتلت المرتبة 31 من 95. بعد يوم واحد من كأس أوروبا ، شاركت في ماراثون ألانيا الدولي للسباحة وفازت بالميدالية البرونزية (النخبة).
في النهائي الكبير لكأس روسيا 2010 في فورونيج ، احتلت المركز الأول في فئة الشباب الروسي 5 سبتمبر 2010، في نيجني نوفغورود ، فازت بالميدالية الفضية للناشئين في 20 يونيو 2010.